# Milesia anthrax
Milesia anthrax är en tvåvingeart som beskrevs av Heikki Hippa 1990. Milesia anthrax ingår i släktet Milesia och familjen blomflugor. Inga underarter finns listade i Catalogue of Life.